# Солнечное Закарпатье
«Солнечное Закарпатье» (укр. Сонячне Закарпаття) — санаторий заболеваний органов пищеварения и нарушений обмена веществ. Находится в селе Поляна Закарпатской области (Украина).

## Справка
- в 1463 г. — первое упоминание о Полянском месторождении минеральных вод в венгерских королевских грамотах.
- в 1796—1815 гг. — исследован химический состав Полянских минеральих вод.
- в 1826 г. — открыта первая водолечебница на курорте Поляна.
- в 1842 г. — минеральная вода курорта признана лучшей в Центральной и Южной Европе.
- в 1911 г. — разработаны медицинские рекомендации по применению минеральной воды курорта.
- в 1965 г. — открыт санаторий «Солнечное Закарпатье».

## Лечение
Одно из главных богатств Закарпатского края — его лечебный климат. Он формируется благодаря соединению разных воздушных потоков — горного и лесного.
Лечение в санатории «Солнечное Закарпатье»: заболеваний органов пищеварения (рефлюкс-эзофагиты, гастриты и гастродуодениты, хронический гастрит с секреторной недостаточностью в фазе ремиссии, язвенная болезнь желудка и двенадцатиперстной кишки, хронические колиты, болезни оперированного желудка), энтероколиты, дискинезии, заболеваний печени и желчных путей (гепатиты, холециститы, ангиохолиты, желчекаменная болезнь, состояние после оперативного вмешательства на желчных путях), остаточные явления после перенесённого вирусного гепатита, дискинезия желчного пузыря и желчных путей, хронических панкреатитов латентных или рецидивирующих, сахарного диабета легкой и средней степени, заболеваний мочевыводящей системы (мочевые диатезы, растворение камней, состояние после операций на мочевыводящих путях без выраженных нарушений их проходимости).

## Лечебная база
Бювет минеральной воды («Поляна Квасова»), водолечебница, клиническая, биохимическая, иммунологическая и бактериологическая лаборатории, рентген-кабинет, кабинеты УЗИ, гастродуоденоскопии, ректороманоскопии, колоноскопии, ЛФК, озокеритотерапии, ароматерапии, психотерапии, фитотерапии, стоматологический и косметологический кабинеты.

## Награды
- в 2006 г. — на 59 сессии Генеральной Ассамблеи Всемирной Федерации водолечения и климатолечения (FEMTEC) в Андорре санаторий «Солнечное Закарпатье» был признан лучшим лечебно-оздоровительным учреждением.